# Ministerstwo Poczt i Telegrafów
Ministerstwo Poczt i Telegrafów (MPiT) – ministerstwo w II Rzeczypospolitej oraz PRL, w którego kompetencjach znajdowały się sprawy poczty, telegrafu i telefonu.
Funkcjonowało w latach 1919–1924 oraz od roku 1927 do zaprzestania działalności we wrześniu 1939 r. W roku 1944 powołano przez PKWN nowe ministerstwo pod nazwą Resort Komunikacji, Poczt i Telegrafu, lecz tegoż samego roku powrócono do przedwojennej nazwy Ministerstwo Poczt i Telegrafów, które 11 marca 1955 r. decyzją Bolesława Bieruta przekształcono w Ministerstwo Łączności.
Przed 1939 rokiem siedziba Ministerstwa znajdowała się w monumentalnym gmachu Poczty Głównej przy placu Napoleona (z adresem ul. Warecka 16).

## Utworzenie
Ministerstwo Poczt i Telegrafów utworzone Dekretem Naczelnika Państwa – Józefa Piłsudskiego – z dnia 5 lutego 1919 r. Wydarzenie to poprzedzone zostało powołaniem 18 listopada 1918 r. Tomasza Arciszewskiego na stanowisko Ministra Poczt i Telegrafów, któremu powierzono zadanie utworzenia Ministerstwa. Cztery miesiące po utworzeniu MPiT weszła w życie ustawa o państwowej wyłączności poczty, telegrafu i telefonu.
W pierwszych latach działalności MPiT napotykało wiele trudności; brakowało wykwalifikowanej kadry administracyjnej i zawodowej, dotychczasowi urzędnicy z krajów okupacyjnych, zwłaszcza Niemcy, masowo ustępowali ze stanowisk i nie podejmowali się swoich obowiązków; wielkie trudności sprawiały też zróżnicowane przepisy pocztowe byłych państw zaborczych.

## Zasięg terytorialny
W 1918 r. MPiT podlegała jedynie ziemia warszawska, lubelska i łódzka (obszary okupacji austriackiej i niemieckiej). Objęcie administracji pocztowej na trwałe i rozwój sieci pocztowej na wschodzie kraju możliwy był po ustaniu działań wojennych w ramach wojny polsko-bolszewickiej i zawarciu traktatu ryskiego w 1921 r. W 1922 r., po likwidacji Litwy Środkowej, która miała własny zarząd pocztowy, przejęto administrację pocztową na Wileńszczyźnie.
Natomiast obszary zachodnie kraju: Wielkopolska i Pomorze, w latach 1919–1920 podlegały, m.in. w sprawach pocztowych, Ministerstwu byłej Dzielnicy Pruskiej. W 1922 r. MPiT podporządkowano przyznaną Polsce część Górnego Śląska. W 1938 r. teren działania Ministerstwa powiększył się w wyniku odzyskania Zaolzia.
Administracja pocztowa Wolnego Miasta Gdańska, mimo uprawnień Polski w tym kierunku, nie została podporządkowana MPiT, wobec ukształtowania się w WMG odrębnego, niemieckiego zarządu pocztowego.

## Lata 1919–1924
Początkowo struktura wewnętrzna MPiT nie opierała się na podstawie prawnej. Wyglądała następująco:
- Prezydium
- I sekcja administracyjno-pocztowa
- II sekcja techniczna
- III sekcja gospodarcza
- urzędy przyboczne:
  - Izby Obrachunkowe
  - urząd gospodarczy
  - urząd pomocniczy (kancelaria główna).

W późniejszym czasie sekcję administracyjno-pocztową podzielono na dwie odrębne: ogólną i pocztową.
1 kwietnia 1921 r. ogłoszono Statut organizacyjny Ministerstwa Poczt i Telegrafów, który w miejsce sekcji wprowadził cztery departamenty:
- administracyjny
- pocztowy
- telefoniczno-telegraficzny
- gospodarczy
- oraz odrębny wydział rachunkowy.

W 1920 r. utworzono przy MPiT Radę Techniczną (rozporządzenie z dnia 5 maja 1920 r.), jako organ doradczy i pomocniczy Ministra. Zadaniem Rady było opracowywanie wniosków dotyczących zasadniczych zagadnień z dziedziny techniki oraz spraw organizacji służby telegraficzno-telefonicznej i szkolnictwa zawodowego. Uchwały Rady po zatwierdzeniu przez Ministra nabierały mocy obowiązującej.
Ze względów oszczędnościowych, ustawą z dnia 5 grudnia 1923 r. MPiT zlikwidowano. Sprawy poczt, telegrafów i telefonów podporządkowano Ministrowi Przemysłu i Handlu, przy którym powołano Generalną Dyrekcję Poczt i Telegrafów. 9 lipca 1924 roku weszła w życie nowa ustawa o poczcie, telegrafie i telefonie.

## Lata 1927–1939
Brak reprezentacji poczty i telegrafu na szczeblu ministerialnym negatywnie odbił się na jej jakości funkcjonowania. Reaktywacja MPiT możliwa była również dzięki poparciu premiera Józefa Piłsudskiego, który zdawał sobie sprawę ze znaczenia łączności, zwłaszcza dla wojska i obronności kraju.
Rozporządzeniem z dnia 19 stycznia 1927 r. ponownie utworzono MPiT, likwidując Generalną Dyrekcję Poczt i Telegrafów.
MPiT według statutu z 1 marca 1927 r. dzieliło się na 3 departamenty:
- I Departament Ogólny
- II Departament Pocztowy
- III Departament Techniczny.

W październiku 1928 r. utworzono, obok trzech departamentów, odrębny wydział – Wydział Wojskowy.
Nowy statut MPiT, nadany w 1931 r., wprowadził nowy podział na:
- Departament Administracyjny
- Departament Pocztowy
- Departament Techniczny

oraz istniejące na prawach departamentów:
- Biuro Personalne
- Wydział Wojskowy.

Kolejny statut Ministerstwa wydany w 1933 r. ukształtował jego strukturę wewnętrzną, która przetrwała do końca istnienia MPiT – do września 1939 r. W myśl jego postanowień w strukturze MPiT wyróżniano:
- Gabinet Ministra
- Biuro Personalne
- Biuro Wojskowe
- Departament Administracyjny
- Departament Pocztowy
- Departament Techniczny.

Organem opiniodawczym Ministra była utworzona w 1928 r. w miejsce Rady Technicznej – Rada Teletechniczna.
Ministrowi poczt i telegrafu podlegało bezpośrednio dziewięciu dyrektorów Dyrekcji Okręgu Poczt i Telegrafu. Numery okręgów poczt i telegrafu (1-3, 5-8) odpowiadały numerom okręgów korpusów. W 1938 stanowiska dyrektorów zajmowali:
- dyrektor 1 Okręgu PiT w Warszawie – inż. Karol Żuchowicz,
- dyrektor 2 Okręgu PiT w Lublinie – inż. Wacław Świętochowski, emerytowany podpułkownik łączności, były dowódca 6 batalionu telegraficznego w Jarosławiu,
- dyrektor 3 Okręgu PiT w Wilnie – inż. Mieczysław Nowicki,
- dyrektor 4 Okręgu PiT w Katowicach – Stefan Franciszek Popiel, emerytowany podpułkownik łączności, były dowódca 2 pułku łączności w Jarosławiu i dowódca 3 Grupy Łączności w Przemyślu,
- dyrektor 5 Okręgu PiT w Krakowie – Alfred Spett, emerytowany pułkownik saperów, były dowódca 1 pułku saperów kolejowych w Krakowie,
- dyrektor 6 Okręgu PiT we Lwowie – Dominik Moszoro,
- dyrektor 7 Okręgu PiT w Poznaniu – Alfred Wallner, podpułkownik łączności rezerwy,
- dyrektor 8 Okręgu PiT w Bydgoszczy – inż. Włodzimierz Kozubek,
- dyrektor 9 Okręgu PiT w Wolnym Mieście Gdańsku – Eryk Budzyński.

Ponadto Ministrowi Poczt i Telegrafów podlegał:
- Państwowy Instytut Telekomunikacyjny w Warszawie, którym kierował inż. dr prof. Janusz Groszkowski, kapitan rezerwy łączności,
- Izba Kontroli Rachunkowej Poczty i Telekomunikacji w Bydgoszczy, której dyrektorem był Włodzimierz Lesiecki,
- Muzeum Poczty i Telekomunikacji,
- Główna Składnica Materiałów Pocztowych,
- Główna Składnica Materiałów Teletechnicznych.

Ponowne powołanie MPiT w 1927 r. stworzyło możliwość podporządkowania tego resortu sanacyjnym rządom. Dokonywany był stopniowy proces militaryzacji resortu. Ministrami Poczt i Telegrafów zostali bliscy współpracownicy Józefa Piłsudskiego: Bogusław Miedziński, a następnie Ignacy Boerner. Do silniejszego powiązania funkcji Ministra Poczt i Telegrafów z obozem sanacyjnym i dalszej militaryzacji resortu doszło w wyniku objęcia tego stanowiska przez ppłk łącz. inż. Emila Kalińskiego. Wicedyrektorem Dyrekcji Okręgowej Poczt i Telegrafów w Warszawie, a następnie wiceministrem poczt i telegrafów został ppłk łącz. Tadeusz Argasiński. Wicedyrektorem Dyrekcji Okręgowej Poczt i Telegrafów w Wilnie, ppłk łącz. inż. Kazimierz Goebel, a dyrektorem Biura Personalnego MPiT, ppłk Ludwik Młynarski. 1 grudnia 1934 dyrektorem Departamentu Poczty został Antoni Owsionka, dotychczasowy wicedyrektor Dyrekcji Okręgowej Poczt i Telegrafów w Warszawie, major rezerwy Korpusu Sądowego. Stanowisko dyrektora Departamentu Technicznego zajmował od 1 maja 1939 do 17 września 1939 inż. Antoni Krzyczkowski, major rezerwy łączności, były kierownik Centralnych Warsztatów Łączności w Warszawie i dowódca batalionu w pułku radiotelegraficznym.
1 września 1939 r., po napaści Niemiec na Polskę, ogłoszono w kraju stan wojenny i wyjątkowy. Najważniejszym zadaniem MPiT w tym czasie było zapewnienie komunikacji rządu i innych władz, oraz Sztabu Głównego Wojska Polskiego z resztą kraju. Już w pierwszych dniach, wskutek bombardowań niemieckich, znaczną część władz centralnych ewakuowano do Lublina, a następnie w rejon Łucka, Dubna i Równego. 15 września MPiT umieszczono w pobliskim Rożnowie. Po agresji ZSRR na wschodnie tereny Polski, 17 września minister Kaliński i towarzyszący mu łącznościowcy przekroczyli w Kutach granicę polsko-rumuńską kończąc działalność MPiT w II Rzeczypospolitej.

## Ministrowie Poczt i Telegrafów
- Tomasz Arciszewski (18 listopada 1918 – 16 stycznia 1919)
- Hubert Ignacy Linde (16 stycznia 1919 – 9 grudnia 1919)
- Ludwik Tołłoczko (13 grudnia 1919 – 24 lipca 1920)
- Władysław Stesłowicz (24 lipca 1920 – 6 czerwca 1922)
- Jan Moszczyński (28 czerwca 1922 – 15 grudnia 1923). Po likwidacji MPiT pełnił funkcję Dyrektora Generalnego Poczt i Telegrafów (styczeń 1923 – 12 maja 1926)
- Bogusław Miedziński (2 października 1926 – 13 kwietnia 1929)
- Ignacy Boerner (14 kwietnia 1929 – 12 kwietnia 1933)
- Emil Kaliński (10 maja 1933 – wrzesień 1939)

## Literatura
- Dwudziestolecie Komunikacji w Polsce Odrodzonej, Koncern Prasowy „Ilustrowany Kurier Codzienny”, Warszawa 1939.
- Dwadzieścia lat poczty i telekomunikacji w Polsce niepodległej, Warszawa 1939.
- 400 lat Poczty Polskiej, Warszawa 1958.